# Metroperiella biformis
Metroperiella biformis is een mosdiertjessoort uit de familie van de Bitectiporidae. De wetenschappelijke naam van de soort is voor het eerst geldig gepubliceerd in 1995 door Zhang & Liu.